# DDR2

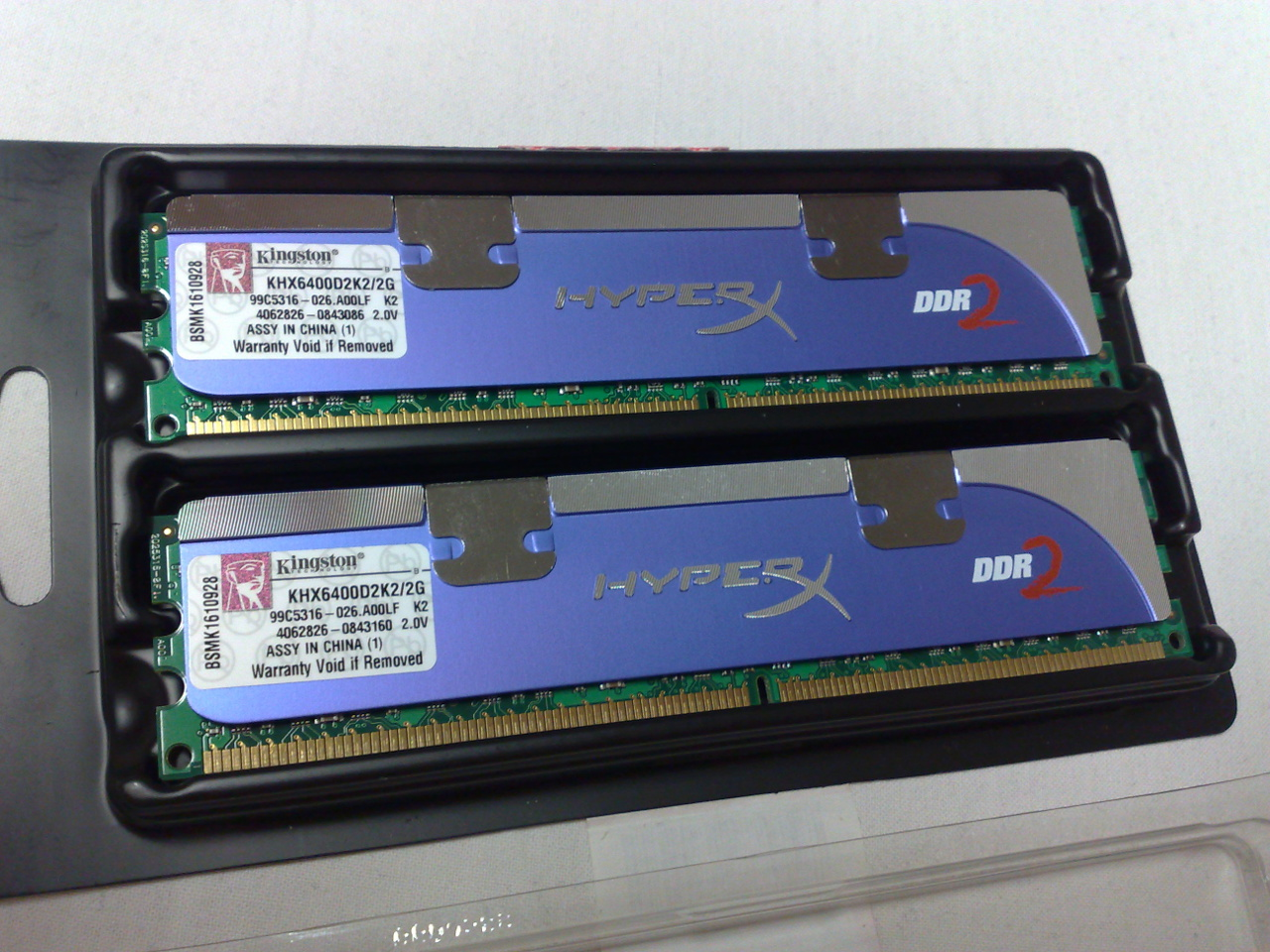
Dwa moduły pamięci DDR2

Porównanie modułów pamięci w komputerach stacjonarnych (DIMM)

Porównanie modułów pamięci w komputerach przenośnych (SO-DIMM)

DDR2 SDRAM (ang. Double Data Rate 2 Synchronous Dynamic Random Access Memory) – kolejny po DDR standard pamięci RAM typu SDRAM, stosowany w komputerach jako pamięć operacyjna.

## Informacje ogólne
Pamięć DDR2 charakteryzuje się wyższą efektywną częstotliwością taktowania (400, 533, 667, 800, 1066 MHz) oraz niższym poborem prądu. Podobnie jak DDR, pamięć DDR2 wykorzystuje do przesyłania danych narastające i opadające zbocze sygnału zegarowego.
Pamięci DDR2 budowane są w obudowach FBGA (ang. Fine-pitch Ball Grid Array). Mogą pracować w temperaturze do 70 °C.
Moduły pamięci DDR2 nie są kompatybilne z modułami DDR. Pamięci DDR2 są obsługiwane zarówno  przez architekturę x86, PowerPC(np. mac pro G5) jak i ARM. Występują moduły, które działają tylko pod AMD.
Pamięci SDRAM DDR2 występują w modułach o pojemności od 256MB do 4GB.

## Oznaczenia chipów i modułów
| Nazwa chipu | Zegar   | Cykl zegara | Taktowanie szyny | Transfer danych | Nazwa modułu       | Transfer szczytowy |
| DDR2-400    | 100 MHz | 10 ns       | 200 MHz          | 400 mln/s       | PC2-3200           | 3200 MB/s          |
| DDR2-533    | 133 MHz | 7.5 ns      | 266 MHz          | 533 mln/s       | PC2-4200 PC2-43001 | 4264 MB/s          |
| DDR2-667    | 166 MHz | 6 ns        | 333 MHz          | 667 mln/s       | PC2-5300 PC2-54001 | 5333 MB/s          |
| DDR2-800    | 200 MHz | 5 ns        | 400 MHz          | 800 mln/s       | PC2-6400           | 6400 MB/s          |
| DDR2-1066   | 266 MHz | 3.75 ns     | 533 MHz          | 1066 mln/s      | PC2-8500 PC2-86001 | 8533 MB/s          |

1 Niektórzy producenci oznaczają swoje moduły jako PC2-4300 zamiast PC2-4200, PC2-5400 zamiast PC2-5300 i PC2-8600 zamiast PC2-8500.

## Różnice w stosunku do DDR
1. Moduły zasilane są napięciem 1,8 V, zamiast 2,5 V.
2. Układy terminujące zostały przeniesione z płyty głównej do wnętrza pamięci (ang. ODT, On Die Termination). Zapobiega to powstaniu błędów wskutek transmisji odbitych sygnałów.
3. Podwojona prędkość układu wejścia/wyjścia (I/O) pozwala na obniżenie prędkości całego modułu bez zmniejszania jego przepustowości.
4. Liczba pinów została zwiększona ze 184 do 240.
5. Wycięcie w płytce pamięci umieszczone jest w innym miejscu w celu zapobiegnięcia włożenia niekompatybilnych modułów pamięci.

## Kompatybilność wsteczna
Pamięci DDR2 nie są kompatybilne z ich poprzednikami. Wynika to z ilości pinów, gęstości ich rozstawienia, napięcia pracy oraz pewnych zmian konstrukcyjnych.